# Microtus richardsoni
Microtus richardsoni és una espècie de talpó que es troba a Nord-amèrica.
Fou anomenat en honor del metge i explorador britànic John Richardson.